# الکساندر گودلی
الکساندر گودلی (انگلیسی: Alexander Godley؛ ۴ فوریهٔ ۱۸۶۷ – ۶ مارس ۱۹۵۷) یک فرد نظامی اهل بریتانیا بود.
وی همچنین برنده جوایزی همچون لژیون دونور (افسر بزرگ) شده است.